# Pierre le Grand (roman)
Pour les articles homonymes, voir Pierre le Grand.
Pierre le Grand est un roman historique d'Alexis Tolstoï, publié de 1930 à 1934. Les premiers extraits paraissent dans la revue littéraire Smena.
Le récit suit les événements historiques des XVIIe et XVIIIe siècles - de la mort du tsar Fiodor Alekseïévitch à la prise de Narva par les troupes russes.
Parmi les personnalités évoqués dans le roman figurent la régente Sophia Alexeievna, son amant Vassili Golitsyne, l'amiral Lefort, généralissime Menchikov, Carl de Suède et la maîtresse de Pierre le Grand Anna Mons. L'empereur fait preuve à maintes reprises de volonté, d’énergie, de curiosité et de caractère obstiné; il se bat pour ses décisions, souvent pas exécuté par des boyards rusés et paresseux. L'accent est mis sur la nécessité pour l’empereur d'avoir recours à l'inflexibilité et la violence. Les sentiments et les vies des individus sont généreusement sacrifiés pour le triomphe des intérêts de l'État.
Dans la tradition de l'épopée Guerre et paix, aux côtés des personnages historiques majeurs du roman on voit évoluer des personnages du peuple dans le décor pittoresque, avec la description détaillé du quotidien paysan.
Vu que le roman est écrit sur commande spéciale de Joseph Staline son auteur est récompensé par un prix d’État en 1941.

## Adaptations
En 1980, Sergueï Guerassimov réalise l'adaptation du roman au cinéma sous le titre La Jeunesse de Pierre Le Grand.